# Derewek
Derewek (ukr. Деревок) – wieś na Ukrainie w rejonie kamieńskim, w obwodzie wołyńskim.
Wieś szlachecka położona była w końcu XVIII wieku w hrabstwie lubieszowskim w powiecie pińskim województwa brzeskolitewskiego.
Do 2020 w rejonie lubieszowskim. 